# Jatimulya (Compreng)
Jatimulya is een bestuurslaag in het regentschap Subang van de provincie West-Java, Indonesië. Jatimulya telt 3702 inwoners (volkstelling 2010).